# 2019冠状病毒病蒙古疫情
2019冠狀病毒病蒙古疫情，介紹在2019冠狀病毒病疫情中，在蒙古發生的情況。

## 病例
据蒙古国家通讯社3月10日报道，蒙古国紧急情况委员会主席、副总理恩赫图布辛在当日6时召开会议上说，蒙古国确诊首例新冠肺炎病例。该患者为3月2日乘莫斯科至乌兰巴托航班抵达蒙古国的法国公民。
蒙古国卫生部长萨仁格日勒在会上通报表示，该法国公民于3月7日出现发热症状，第一次检测确诊感染新冠肺炎，不久将进行二次检测。目前该患者在东戈壁省隔离治疗，身体状况平稳。蒙古国家传染病防治中心已派专家工作组前往东戈壁省。
该名患者出现发热状况後当地卫生部门已建议其自我隔离14天，但其无视了隔离要求并有外出情况。该患者的两位密切接触者也违反了隔离要求并已离开东戈壁省。当地部门表示将追究两位密切接触者的法律责任。
为控制疫情，自3月10日起，首都乌兰巴托至地方省份的交通运输已经停止，包括各省私人汽车出入、城际长途公交车及国内航班和火车等各类交通工具。
11月6日，蒙古出現首例本土确诊病例。
自2020年11月至2022年6月蒙古國累積病例增至近百萬例。